# Dröglapp

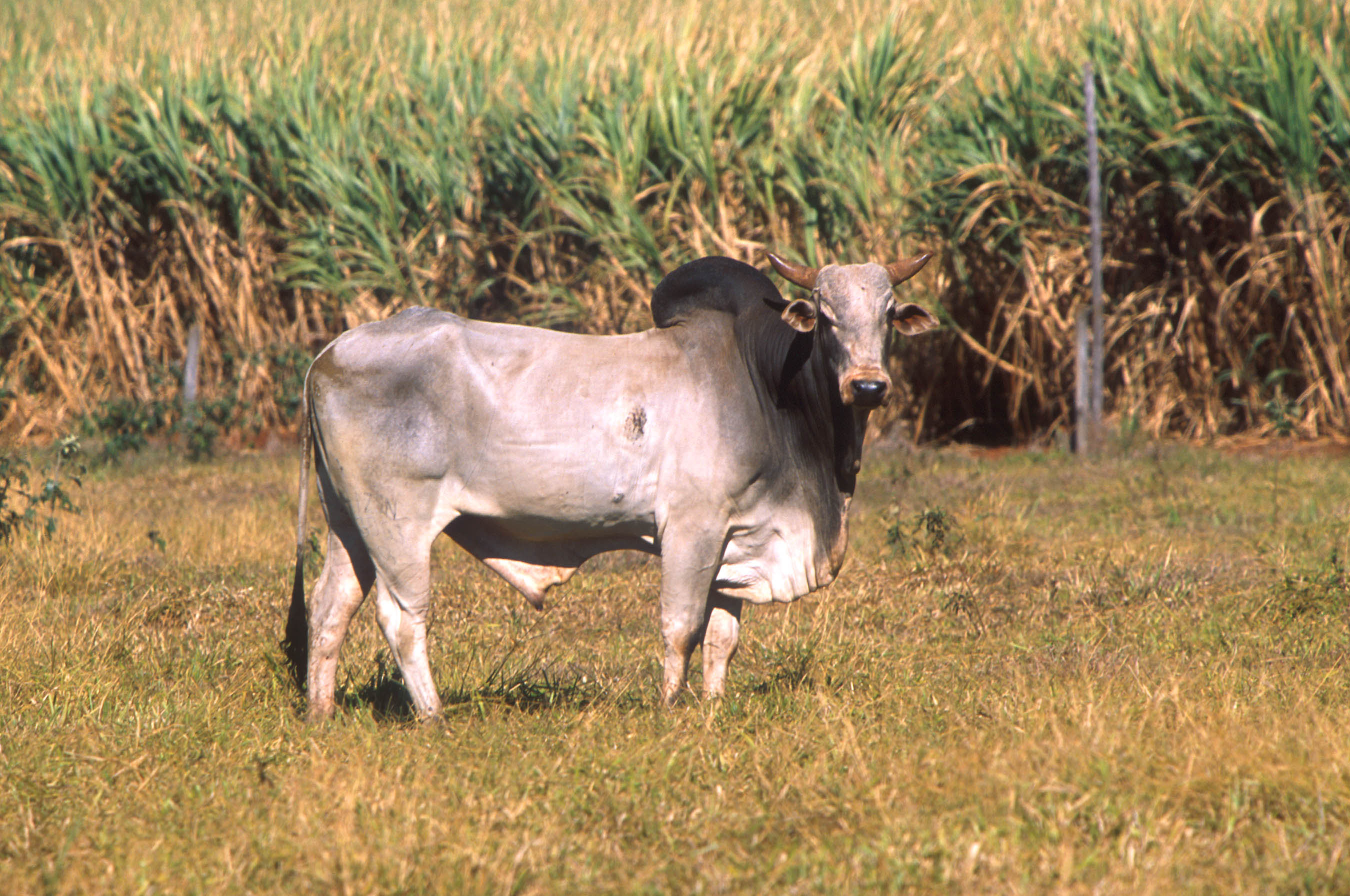
En sebu med dröglapp.

Dröglapp, hos bland annat nötkreatur (och andra idisslare) ett hudveck som hänger ned vid övergången mellan hals och bringa, särskilt markant hos vissa raser, till exempel sebu.